# Klaus von Trotha

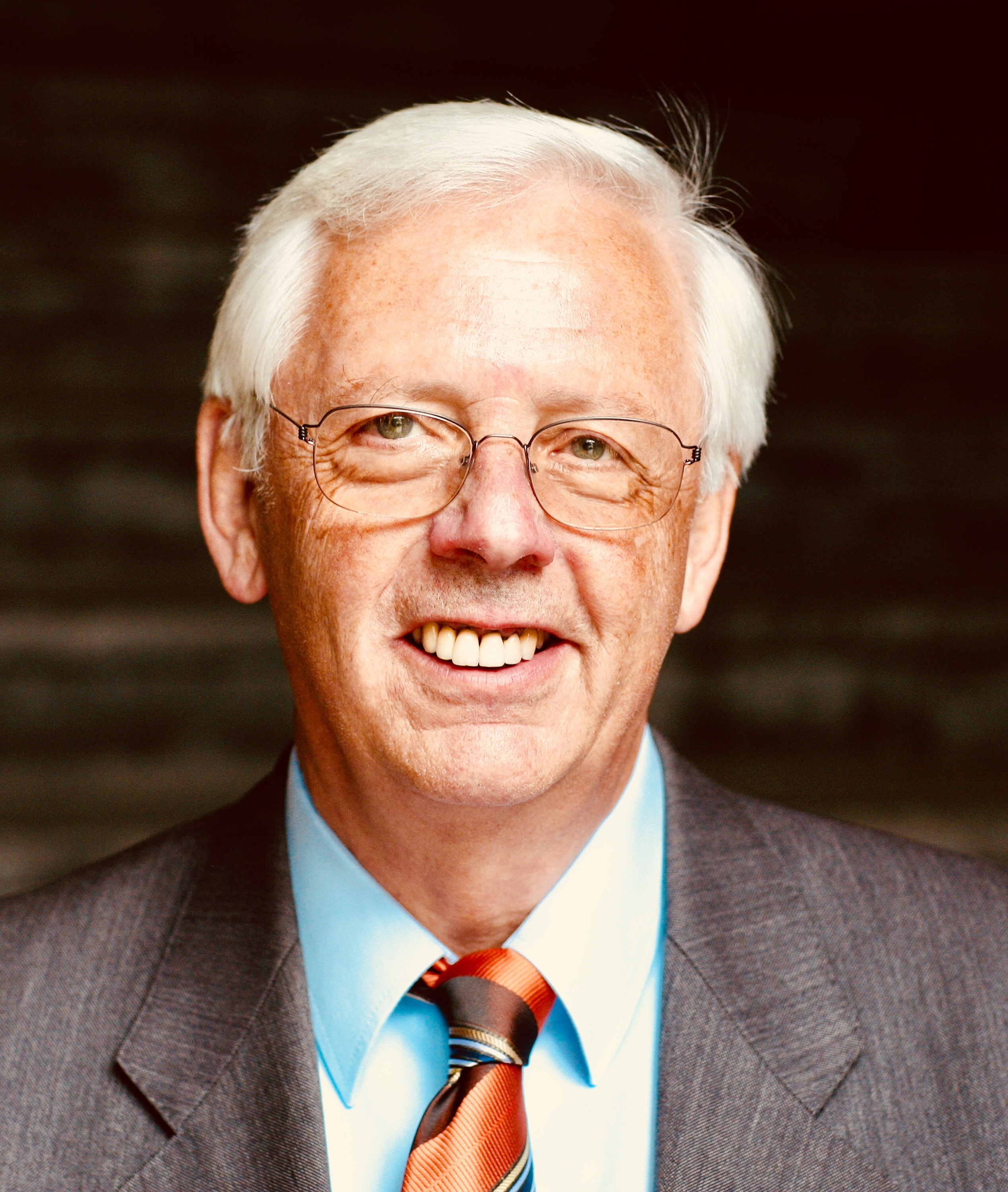
Klaus von Trotha, 2015

Klaus-Dietrich von Trotha, genannt Klaus von Trotha (* 7. Oktober 1938 in Berlin), ist ein deutscher Jurist und Politiker (CDU), der von 1976 bis 2001 dem Landtag von Baden-Württemberg angehörte und von 1991 bis 2001 Mitglied der Landesregierung von Baden-Württemberg war.

## Ausbildung und Beruf
Nach dem Abitur im Jahr 1957 am Gymnasium Steglitz in Berlin studierte Klaus von Trotha Rechtswissenschaft und Politikwissenschaft in Berlin (Freie Universität Berlin), Bonn und München und war Referendar in München, Bonn und Straßburg.
Das Erste juristische Staatsexamen absolvierte er 1962. Nach der Zweiten juristischen Staatsprüfung war er von 1967 bis 1973 Verwaltungsleiter des Zentrums für Bildungsforschung der Universität Konstanz und ab 1970 wissenschaftlicher Mitarbeiter. 1974 wurde er Mitglied des Lehrkörpers der Universität Konstanz. Bis 1990 lehrte er als Akademischer Oberrat Öffentliches Recht im Fachbereich Politik- und Verwaltungswissenschaft. Zudem hatte er von 1970 bis 1980 einen Lehrauftrag für Schul- und Beamtenrecht an der Pädagogischen Hochschule Weingarten.

## Politische Tätigkeit
Von 1976 bis 2001 vertrat Klaus von Trotha das Direktmandat des Wahlkreises Konstanz im Landtag von Baden-Württemberg. Von 1991 bis 1992 war er Minister für Wissenschaft und Kunst, von 1992 bis 1996 Minister für Wissenschaft und Forschung und von 1996 bis 2001 Minister für Wissenschaft, Forschung und Kunst (Kabinette des Ministerpräsidenten Erwin Teufel).
Von 1980 bis 1991 war er für die CDU und den Landtag Mitglied des Bundesausschusses und des Rundfunkrates des Südwestfunks, zuletzt als Vorsitzender des Rechtsausschusses. Von 1991 bis 1997 vertrat er die Landesregierung im Fernsehrat des Zweiten Deutschen Fernsehens. Von 1996 bis 2001 war er der vom Bundesrat benannte Vertreter der Deutschen Bundesländer im Forschungsministerrat der Europäischen Union.

## Gesellschaftspolitische Engagement
Im August 1958 organisierte die Nationalunion Israelischer Studenten ein internationales Studentenseminar in Israel, zu dem erstmals auch Studierende aus der Bundesrepublik eingeladen wurden. Klaus von Trotha war einer der westdeutschen Teilnehmenden und gehörte nach seiner Rückkehr aus Israel zu den Gründerinnen und Gründern der Deutsch-Israelischen Hochschulgruppe München.
Seit 1968 ist Klaus von Trotha Mitglied der CDU. Von 1970 bis 1989 war er Kreisvorsitzender der CDU in seinem Wohnort Konstanz und u. a. stellvertretender Landesvorsitzender des Evangelischen Arbeitskreises Baden sowie stellv. Vorsitzender des Bundesfachausschusses Medienpolitik.
Des Weiteren war er von 1992 bis 2001 Vorsitzender der Stiftungsverwaltung der Carl-Zeiss-Stiftung. Von 2001 bis 2011 gehörte er dem Präsidium des Instituts für Auslandsbeziehungen (ifa) in Stuttgart an, und von 2007 bis 2012 war er Vorstandsvorsitzender des IZ Klima – Informationszentrum für CO2-Technologien e. V. in Berlin.
Klaus von Trotha blieb dem Hochschulbereich während seiner gesamten politischen Laufbahn aktiv verbunden: Er war Kuratoriums-, später Universitätsratsmitglied der Andrássy Universität Budapest von 2001 bis 2011. Von 2002 bis 2016 war er Vorsitzender des Kuratoriums, später des Hochschulrats der SRH Hochschule für Wirtschaft und Medien Calw, von 2004 bis 2008 Mitglied des Verwaltungsrates der Heilbronn Business School sowie Mitglied des Beirats zur Förderung des Hochschulrektorenkonferenz in Berlin von 2006 bis 2015. Seit 2009 ist er stellv. Vorsitzender des Kuratoriums der IB-Hochschule Berlin.
Auch für den Akademischen Austauschdienst e. V. (DAAD) in Berlin hat er in den Jahren von 2002 bis 2010 vielfältige Aufgaben wahrgenommen, u. a. in Shanghai, Peking, Tokio, Kiew, Kairo und Rom. In Deutschland war er außerdem für die Dieter-Schwarz-Stiftung in Heilbronn tätig, und von 2005 bis 2012 beteiligte er sich an der Winter School des ESMU (European Centre for Strategic Management of Universities) in Barcelona, später in Valencia.

## Kulturpolitisches Engagement
Klaus von Trotha hat sich darüber hinaus auch im kulturellen Bereich vielfältig engagiert: Von 2002 bis 2016 fungierte er als Präsident der Internationalen Hermann Hesse Gesellschaft e. V. in Calw, er war von 2002 bis 2011 Kuratoriumsvorsitzender der Deutschen Schillerstiftung von 1859 in Weimar, von 2003 bis 2007 Kuratoriumsvorsitzender der Akademie Schloss Solitude in Stuttgart sowie Präsident des Landesverbands der Musikschulen Baden-Württembergs e. V. in Stuttgart von 2003 bis 2009. Weiterhin ist er seit 1991 Mitglied des Kuratoriums der Theodor-Heuss-Stiftung in Stuttgart und seit 2008 Mitglied des Kuratoriums der Trebbia Foundation in Prag. Zudem ist er Mitglied des Lions-Club.

## Auszeichnungen
Für seine Verdienste wurde Klaus von Trotha vielfach geehrt. 1980 erhielt er das Bundesverdienstkreuz am Bande, 1987 das Bundesverdienstkreuz Erster Klasse und 1998 das Große Bundesverdienstkreuz.
Im Jahr 2003 ist er zudem mit der Verdienstmedaille des Landes Baden-Württemberg ausgezeichnet worden.
Zwei Universitäten haben ihm die Ehrendoktorwürde verliehen, 1995 die University of Massachusetts (LL.D.) und 1998 Kettering University (D.Litt) in Flint/Michigan.

## Privates
Klaus-Dietrich von Trotha ist evangelisch und der Sohn des Juristen Carl Dietrich von Trotha und der Volkswirtin Margarete von Trotha geborene Bartelt. Er war ab 1969 mit Almuth von Trotha geborene Redeker verheiratet, mit der er einen Sohn (Jan Thilo von Trotha) hat, und heiratete später die Soziologin und Kulturwissenschaftlerin Caroline Y. Robertson-von Trotha.

## Veröffentlichungen
- (mit Robertson-von Trotha, Caroline Y.): Bildung für alle – auf dem schwierigen Weg zur Chancengleichheit, in: Schraut, Sylvia/Steinbach, Peter/Gall, Wolfgang M./Weber, Reinhold (Hrsg.): Menschenrechte und Geschichte. Die 13 Offenburger Forderungen des Volkes von 1847, Stuttgart 2015, S. 213–223.
- Carl-Dietrich und Margarete von Trotha. Kreisau und der Kreisauer Kreis, Göttingen 2012.
- Die Beweglichkeit der Unbeweglichen – Zum Stand der Hochschulreformdebatte in Deutschland, in: Kämmerer, Jörn Axel / Rawert, Peter (Hrsg.): Hochschulstandort Deutschland. Rechtlicher Rahmen – Politische Herausforderung, Köln 2003, S. 3–18.
- Internationalisierung als Gegenstand der Aus- und Weiterbildung an deutschen Hochschulen, in: Krystek, Ulrich/Zur, Eberhard (Hrsg.): Handbuch Internationalisierung, 2. Aufl. Berlin, Heidelberg 2002, S. 231–248.
- Leistung und Qualität – Versuch einer differenzierten Betrachtung der Förderung von Leistungseliten, in: Ellermann, Horst (Hrsg.): Rohstoffbildung, Berlin 1999, S. 186–200.
- Gegenwirklichkeiten und systematisches Denken, in: Ring, Klaus/von Trotha, Klaus/Voss, Peter: Lesen in der Informationsgesellschaft – Perspektiven der Medienkultur, Baden-Baden 1997.
- Europa als Idee – Anforderungen an die Lehrerausbildung in Zeichen einer entstehenden europäischen Identität, in: Gross, Helmut/Kuropka, Joachim (Hrsg.): Europas kleine Hochschulen, Münster 1997, S. 132–158.
- (mit Knorr, Heribert): Die Rolle der Länder und Regionen in der europäischen Forschungs- und Technologiepolitik, in: Sturm, Roland (Hrsg.): Die Anforderungen des Subsidiaritätsprinzips, Baden-Baden 1996, S. 75–92.
- Föderalismus als Ordnungsfaktor, in: Vogel, Bernhard: Föderalismus in der Bewährung: die deutschen Länder vor der Herausforderung fortschreitender EG-Integration, Köln 1992, S. 151–158.
- Qualität der Lehre, in: Lammert, Norbert (Hrsg.): Persönlichkeitsbildung und Arbeitsmarktorientierung, Baden-Baden 1992, S. 142–154.
- Die politischen Magazine – Gedanken zum Verhältnis Medien und Demokratie, in: Leibinger, Rudolf/Sund, Horst (Hrsg.): Zwischenbilanz – Festschrift für Lothar Späth, Konstanz 1988, S. 205–215.